# Adrian Tărău
Adrian Tărău este un controversat om de afaceri român.
Este fiul fostului prefect al județului Bihor, Aurel Tărău, membru PSD.
Adrian Tărău a fost și el înscris în PSD, până în iunie 2002.

## Controverse
În anul 2001 a fost arestat de procurorul Alexandru Lele pentru contrabandă cu produse petroliere și spălare de bani.
A fost eliberat, două zile mai târziu iar apoi a plecat în Statele Unite ale Americii.
Până în 2007, când s-a reîntors în țară, Adrian Tărău a locuit într-o suburbie rezidențială a orașului Chicago.
Tribunalul Bihor a dat în octombrie 2008 o sentință prin care Adrian Tărău urma să primească din partea statului român despăgubiri în valoare de 50.000 de lei, pentru prejudiciile create în urma arestării lui din 2001.